# Peterson Joseph
Peterson Joseph (Port-au-Prince, 24 aprile 1990) è un calciatore haitiano, di ruolo centrocampista.

## Carriera

### Club
Dopo aver giocato in patria, nel 2008 si trasferisce al Braga. Nel 2010 passa al Vizela. Nel 2011 lascia l'Europa per gli Stati Uniti d'America, dove viene ingaggiato dallo Sporting Kansas City.

### Nazionale
Nel 2008 ha esordito in Nazionale.

## Palmarès

### Club

#### Competizioni nazionali
- Campionato MLS: 1

Sporting K.C.: 2013
- Lamar Hunt U.S. Open Cup: 1

Sporting K.C.: 2012